# Хана Йосіда
Хáна Йосíда (яп. 吉田 陽菜; нар. 21 серпня 2005, Айті, Японія) — японська фігуристка, що виступає у жіночому одиночному катанні. Бронзова призерка Фіналу Гран-прі 2023. Чемпіонка Cup of China 2023, бронзова призерка Skate Canada 2024, срібна призерка Lombardia Trophy 2023, чемпіонка Triglav Trophy 2023, чемпіонка Egna Spring Trophy 2022.
Станом на 22 січня 2025 року посідає 4-те місце у рейтингу Міжнародного союзу ковзанярів.

## Біографія
Народилася 21 серпня 2005 року в Айті, Японія.
Вона закінчила міжнародну школу, завдяки чому вільно володіє англійською мовою.

## Спортивна кар'єра

### Початок
Почала займатися фігурним катанням у 2012 році. Вона посіла дев'яте місце на Чемпіонаті Японії серед новачків у 2015 році, а у наступному році стала чемпіонкою.

### Сезон 2017—2018
Йосіда виграла Чемпіонат Японії серед новачків у 2017 році та була запрошена брати участь у Чемпіонаті Японії у 2017 році. Вона посіла восьме місце в загальному заліку. Її також запросили кататися на гала-концерті NHK Trophy 2017 як чемпіонку Японії серед новачків 2017 року.
Йосіда виграла Challenge Cup 2018.

### Сезон 2018—2019
У серпні 2018 року виступала на Asian Open Trophy. Вона намагалася виконати потрійний аксель у довільній програмі, але впала. У загальному заліку посіла третє місце.
У Йосіди розвинулася травма спини, через що їй довелося пропустити деякі змагання.

### Сезон 2019—2020
Брала участь у Чемпіонаті Західної Японії, де посіла третє місце, чисто виконавши потрійний аксель. Пізніше виступала на юніорському Чемпіонаті Японії. У довільній програмі зуміла виконати чистий потрійний аксель і здобути бронзову медаль. Її запросили взяти участь у Чемпіонаті Японії серед дорослих, де вона стала дев'ятнадцятою.

### Сезон 2020—2021
Юніорські серії Гран-прі 2020 року були скасовані через пандемію COVID-19. Пізніше її запросили виступити на Japan Open у складі Синьої команди. Вона виграла срібну медаль на Чемпіонаті Західної Японії та на юніорському Чемпіонаті Японії, а на Чемпіонаті серед дорослих фінішувала шістнадцятою.

### Сезон 2021—2022
У сезоні 2021—2022, коли відбулися Зимові Олімпійські ігри в Пекіні, Хана подолала старший віковий ліміт і мала право взяти участь у дорослих змаганнях, але висловила намір залишитися у юніорському класі.
Йосіда посіла четверте місце на Чемпіонаті Японії серед юніорів у 2021 році. Її запросили на змагання для старших, оскільки чемпіонка серед юніорів Мао Сімада була надто молода, щоб брати участь у цих змаганнях. Хана посіла дев'яте місце в загальному заліку.
Йосіда відвідала Bavarian Open 2022, щоб змагатися в категорії юніорки II. Вона виконала чистий потрійний аксель у довільній програмі, ставши дев'ятнадцятою жінкою, яка успішно виконала стрибок на міжнародних змаганнях. Фігуристка виграла золоту медаль. Також вона мала право брати участь у змаганнях на старшому рівні, і її відправили на Egna Spring Trophy 2022. Йосіда приземлила потрійний аксель у короткій програмі, а у довільній припустилася помилки. Вона перемогла, випередивши Хе Ін Лі з Південної Кореї на 28,45 балів.

### Сезон 2022—2023
У серпні 2022 року Йосіда дебютувала на юніорському Гран-прі у Франції, де здобула золоту медаль. Вона стала першою японкою, яка виграла змагання Гран-прі серед юніорів після Ріки Кіхіри у 2016 році. Йосіда виграла другу золоту медаль на Гран-прі в Італії, кваліфікувавшись до Фіналу Гран-прі серед юніорів.
У Фіналі Гран-прі серед юніорів Йосіда фінішувала шостою з шести фігуристок як у короткій, так і у довільній програмі. Вона також посіла шосте місце у загальному заліку.
Змагаючись на Чемпіонаті Японії серед дорослих, спортсменка помилилася у двох стрибках у короткій програмі, посівши чотирнадцяте місце у цьому сегменті. У довільній програмі вона успішно виконала потрійний аксель, посівши третє місце в цьому сегменті та піднявшись на шосте місце у загальному заліку. Її призначили брати участь у Чемпіонаті чотирьох континентів 2023 року. Йосіда посіла там восьме місце.

### Сезон 2023—2024
Йосіда дебютувала на Lombardia Trophy 2023, взявши срібну медаль. Її запросили дебютувати на етапах Гран-прі серед дорослих, де на Skate America 2023 вона фінішувала дев'ятою у короткій програмі після запланованого потрійного акселя. У довільній програмі фінішувала третьою, піднявшись на четверте місце в загальному заліку. На Cup of China 2023 вона посіла третє місце в короткій програмі після падіння на потрійному акселі, але зібралася, щоб виграти довільну програму та взяти золоту медаль, на 0,75 бала обійшовши іншу японку Рінку Ватанабе.
Завдяки результатам Йосіди вона кваліфікувалася до Фіналу Гран-прі у Пекіні і посіла четверте місце в короткій програмі після того, як впала під час спроби потрійного акселя та комбінації стрибків. Йосіда посіла друге місце у довільній програмі з новим особистим рекордом у 142,51 бали, піднявшись до бронзової медалі. Вона відстала лише на 0,20 балів від срібної призерки Луни Гендрікс.
Кілька помилок у стрибках в короткій програмі на Чемпіонаті Японії призвели до того, що Йосіда стала дев'ятою у цьому сегменті. Вона піднялася на сьоме місце після довільної програми, назвавши результат «дуже невтішним».
У лютому Йосіда отримала нагороду «Найкращий новачок» на церемонії вручення нагород ISU Skating Awards 2024. Вона завершила сезон у березні на Чемпіонаті світу 2024 року, який проходив у Монреалі, посівши восьме місце.

### Сезон 2024—2025

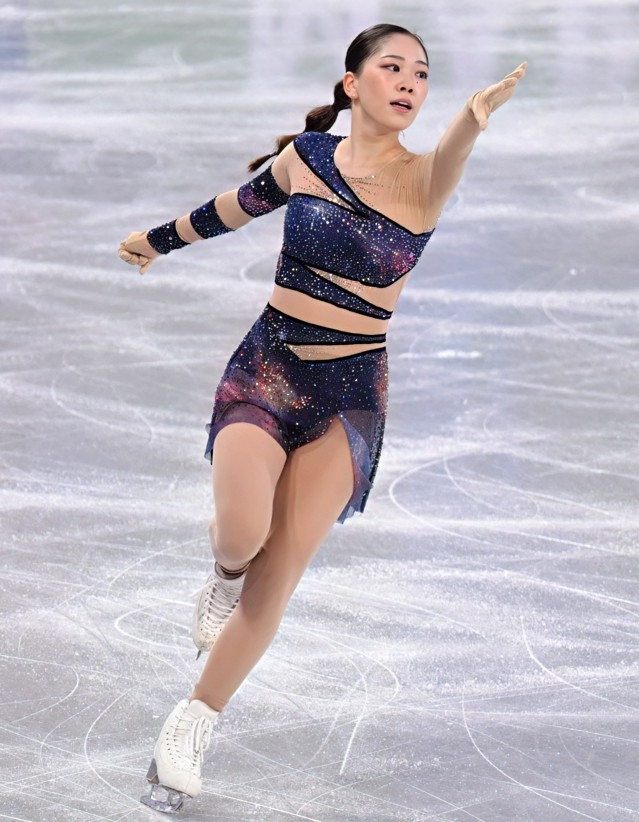
Йосіда виступає на Фіналі Гран-прі 2024 року

Йосіда розпочала сезон з участі в Челленджері Nebelhorn Trophy, здобувши бронзову медаль. Вона також фінішувала третьою на етапі Гран-прі Skate Canada. На етапі Finlandia Trophy Йосіда виграла золоту медаль, ставши першою і в короткій, і в довільній програмі, кваліфікувавшися до Фіналу Гран-прі.
У Фіналі Гран-прі вона посіла третє місце після короткої програми, а у довільній спробувала виконати потрійний аксель, але помилилася. У решті решт Йосіда стала п'ятою в загальному заліку. На Чемпіонаті Японії стала одинадцятою, і опинилася в списку запасних для Чемпіонату світу 2025 року.

## Нагороди та номінації
- «Найкращий новачок» на премії ISU Skating Awards 2024[27].

## Програми
| Сезон     | Коротка програма | Довільна програма | Показові номери |
| --------- | --- | --- | --- |
| 2024—2025 | - «Temen Oblak (Dark Clouds)» Крістофер Тін та Мистерія болгарських голосів. Хореограф-постановник Бенуа Рішо                        | - «S.O.S. d'un terrien en détresse» Мішель Берже та Люк Пламондон. Хореографиня-постановниця Лорі Ніколь                                               | - «Dark Horse» Кеті Перрі (у виконанні Крістіна Гріммі) |
| 2023—2024 | - «Koo Koo Fun» Major Lazer & Major League Djz. Хореографиня-постановниця Кейтлін Вівер                                              | - «Shakuhachi» Арман Амар та С'юзан Лагрост - «La terre vue du ciel» Арман Амар. Хореографиня-постановниця Лорі Ніколь                                 | - «Dark Horse» Кеті Перрі (у виконанні Крістіна Гріммі) - «Return of the Jedi (Interactive Noise Remix)» Darth & Vader - «Imperial March (Remix)» Джон Вільямс (у виконанні The Selfie King & DENZ1) |
| 2022—2023 | - «Dog Days Are Over» Florence and The Machine. Хореографиня-постановниця Лорі Ніколь                                                | - «6. Uranus, the Magician» - «3. Mercury, the Winged» Messenger Густав Голст - «Princess Leia's Theme» Джон Вільямс. Хореограф-постановник Том Діксон | - «Return of the Jedi (Interactive Noise Remix)» Darth & Vader - «Імперський марш (Remix)» Джон Вільямс (у виконанні The Selfie King & DENZ1)                                                        |
| 2021—2022 | - «Shine On You Crazy Diamond (Parts I–V)» Pink Floyd. Хореографиня-постановниця Кеті Рід                                            | - «Planet Ocean Suite» Анжель Дюбо, La Pietà. Хореографиня-постановниця Лорі Ніколь                                                                    | |
| 2020—2021 | - «Місія» Енніо Морріконе. Хореографиня-постановниця Кана Мурамото                                                                   | - «Zigeunerweisen» Пабло Сарасате. Хореограф-постановник Ернест Мартінес                                                                               | |
| 2019—2020 | - «Planetarium» - «Mia and Sebastian's Theme» - «Audition (The Fools Who Dream)» Джастін Гурвіц. Хореографиня-постановниця Мікі Андо | - Ендрю Ллойд Веббер (Трилогія) Джон Вільямс, Boston Pops Orchestra - «Bach Cello Suite No. 1 in G Major, Prelude» Йоганн Себастьян Бах                | |
| 2018—2019 | - «Planetarium» - «Mia and Sebastian's Theme» - «Audition (The Fools Who Dream)» Джастін Гурвіц. Хореографиня-постановниця Мікі Андо | - «Cats» Ендрю Ллойд Веббер. Хореографиня-постановниця Кендзі Міямото                                                                                  | |
| 2017—2018 | - «James Bond Theme» Moby | - «The Pink Panther Theme» Генрі Манчіні (у виконанні Боббі Макферрін) - «It Had Better Be Tonight» Генрі Манчіні                                      | - «The Pink Panther Theme» Генрі Манчіні (у виконанні Боббі Макферрін) - «It Had Better Be Tonight» Генрі Манчіні - «James Bond Theme» Moby                                                          |

## Спортивні досягнення

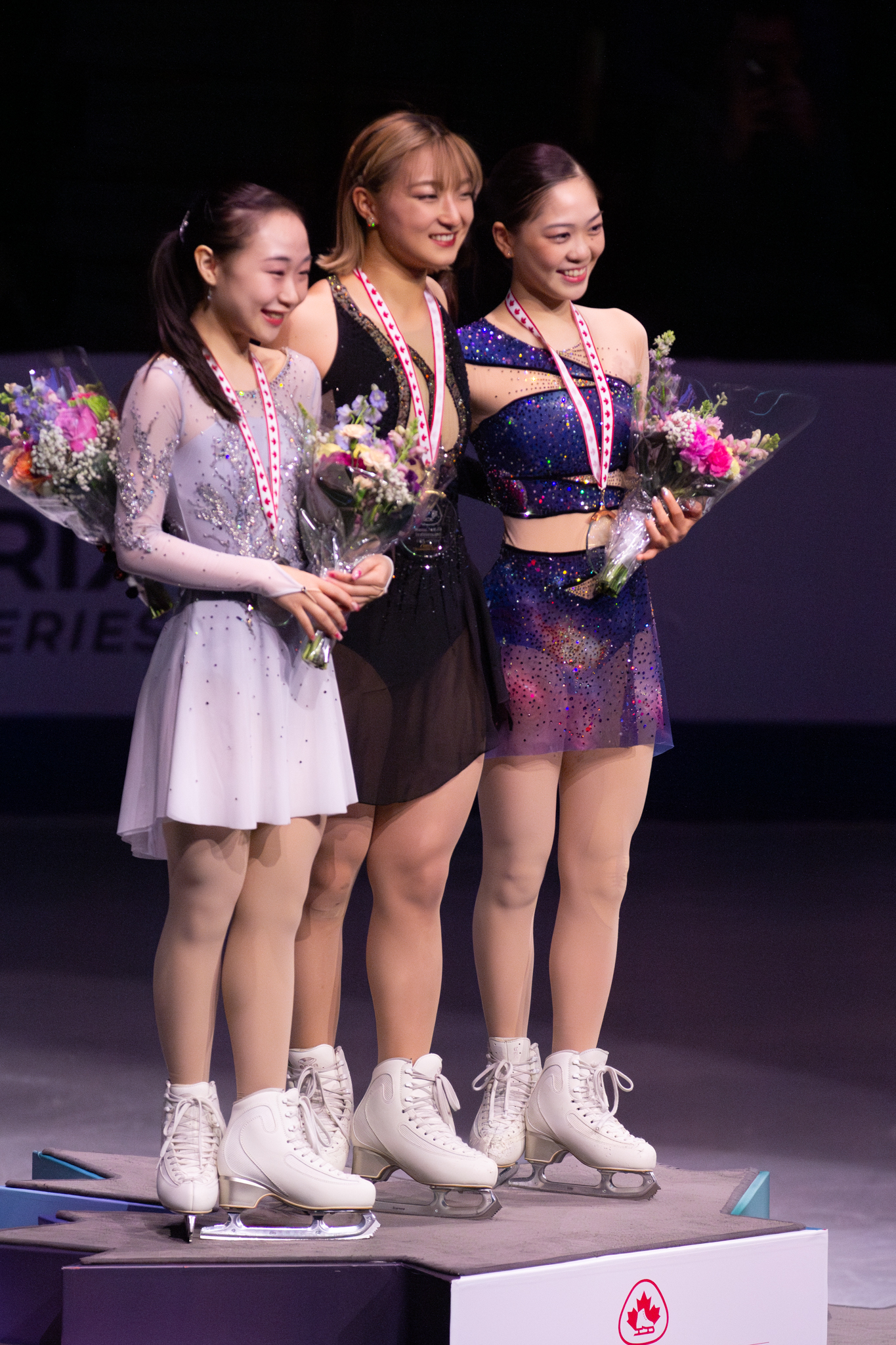
Призерки етапу Гран-прі Skate Canada 2024 року (зліва направо): Ріно Мацуїке (срібло), Каорі Сакамото (золото), Хана Йосіда (бронза)

| Міжнародні                                        | Міжнародні | Міжнародні | Міжнародні | Міжнародні | Міжнародні | Міжнародні | Міжнародні |
| Змагання                                          | 17/18      | 19/20      | 20/21      | 21/22      | 22/23      | 23/24      | 24/25      |
| ------------------------------------------------- | ---------- | ---------- | ---------- | ---------- | ---------- | ---------- | ---------- |
| Чемпіонат світу                                   |            |            |            |            |            | 8          |            |
| Чемпіонат чотирьох континентів                    |            |            |            |            | 8          |            |            |
| Фінал Гран-прі                                    |            |            |            |            |            | 3          | 5          |
| Skate America                                     |            |            |            |            |            | 4          |            |
| Skate Canada                                      |            |            |            |            |            |            | 3          |
| Cup of China                                      |            |            |            |            |            | 1          |            |
| Finlandia Trophy                                  |            |            |            |            |            |            | 1          |
| Lombardia Trophy                                  |            |            |            |            |            | 2          |            |
| Nebelhorn Trophy                                  |            |            |            |            |            |            | 3          |
| Egna Trophy                                       |            |            |            | 1          |            |            |            |
| Tallink Hotels Cup                                |            |            |            |            |            | 2          |            |
| Triglav Trophy                                    |            |            |            |            | 1          |            |            |
| Міжнародні юніорські                              |            |            |            |            |            |            |            |
| Фінал Гран-прі серед юніорів                      |            |            |            |            | 6          |            |            |
| Етап юніорського Гран-прі. Франція                |            |            |            |            | 1          |            |            |
| Фінал юніорського Гран-прі. Італія                |            |            |            |            | 1          |            |            |
| Bavarian Open                                     |            |            |            | 1          |            |            |            |
| Національні                                       |            |            |            |            |            |            |            |
| Чемпіонат Японії                                  |            | 19         | 16         | 9          | 6          | 7          | 11         |
| Чемпіонат Японії серед юніорів                    | 8          | 3          | 2          | 4          |            |            |            |
| Командні                                          |            |            |            |            |            |            |            |
| Japan Open                                        |            |            | 1 К 5 О    |            |            |            |            |
| К = командний результат; О = особистий результат. |            |            |            |            |            |            |            |